# Brachylophora
Brachylophora auricollis é uma espécie de besouro da família Cerambycidae, a única espécie do género Brachylophora.